# Codici navali giapponesi
I codici della Marina Giapponese durante la seconda guerra mondiale furono i sistemi di crittografia e i cifrari la cui decodifica ebbe un ruolo primario per l'andamento del conflitto.
I codici giapponesi sono molti e ogni codice è stato individuato da più Paesi, le cui rispettive intelligence hanno loro attribuito nomi differenti; le sigle qui usate per i vari sistemi crittografici sono quelle fornite dalle organizzazioni crittografiche occidentali (Alleati).

## JN-25
JN-25 è il nome dato al principale codice di sicurezza utilizzato dalla Marina imperiale giapponese per crittografare le proprie comunicazioni prima della seconda guerra mondiale e durante questa; il numero 25 deriva dal fatto che fu il 25º codice della Marina militare giapponese  (Japanese Navy) ad essere identificato dalle forze degli Alleati.
Durante il periodo del suo utilizzo, il codice JN-25 venne spesso rivisto e modificato introducendo nuovi cifrari e nuovi vocabolari, a volte anche simultaneamente, per costringere gli avversari ad un nuovo lavoro di crittoanalisi per ogni nuova versione. In particolare il codice venne modificato significativamente immediatamente prima del 7 dicembre 1941, data in cui avvenne l'attacco giapponese a Pearl Harbor.
Quest'ultima versione del codice JN-25 fu quella decrittata durante il maggio 1942, in maniera sufficiente da fornire agli americani un preavviso che portò alla vittoria statunitense nella battaglia delle Midway.
Britannici, australiani, olandesi e statunitensi cooperarono sugli attacchi al JN-25 ben prima dell'attacco a Pearl Harbor. La marina giapponese non fu ingaggiata in una vera battaglia fino alla fine del 1941, e quindi c'era poco traffico disponibile su cui lavorare. Gli ordini e le discussioni della marina imperiale giapponese potevano in genere viaggiare su percorsi più sicuri delle trasmissioni cifrate, come ad esempio i corrieri o la consegna diretta da parte di un proprio vascello. I resoconti pubblici differiscono, ma i più credibili concordano che la versione del JN-25 in uso prima del dicembre 1941 non fosse stata decifrata per più del 10% all'epoca dell'attacco. Il traffico JN-25 aumentò immensamente con lo scoppio della guerra navale alla fine del 1941 e fornì la "profondità" crittografica necessaria per riuscire a decifrare sostanzialmente la versione esistente del JN-25 e le successive.
Lo sforzo statunitense venne diretto da Washington, D.C., da parte di una struttura della U.S. Navy denominata OP-20-G. Era incentrato sulla Combat Intelligence Unit (Stazione HYPO), comandata da Joseph Rochefort. Con l'assistenza della Stazione CAST nelle Filippine e in seguito dei britannici a Hong Kong e più tardi a Singapore, e delle tabulatrici a schede perforate della IBM (quando disponibili), venne portato un attacco riuscito all'edizione del JN-25 che entrò in vigore il 1º dicembre 1941. Questo lavoro di gruppo portò dei notevoli progressi all'inizio del 1942. Vennero usati degli attacchi con testo in chiaro noto per decifrare le comuni formalità contenute nei messaggi giapponesi, come in "Ho l'onore di informare sua eccellenza" e per l'uso di titoli formali stilizzati.
Si noti che il Purple code (detto anche AN-1), usato dal ministero degli esteri giapponese come suo sistema più sicuro, non aveva connessioni crittografiche con nessuna delle versioni del JN-25, o con nessun altro dei sistemi di cifratura usati dall'esercito giapponese prima e durante la guerra. Il traffico Purple era diplomatico, non militare, e nel periodo prima dell'attacco di Pearl Harbor, i militari giapponesi, che controllavano la politica del loro paese, non si fidavano a sufficienza del ministero degli esteri da rivelargli molto. Il traffico JN-25, d'altra parte, era limitato alle questioni militari, soprattutto all'operatività della marina imperiale giapponese, dalla quale si potevano inferire informazioni strategiche o tattiche. Cionondimeno, il traffico Purple era molto prezioso, in particolare più avanti nel corso della guerra, e veniva generalmente indicato con il termine Magic.

### L'algoritmo di cifratura
Questo codice consisteva in un vocabolario di circa 33000 frasi, parole e lettere ad ognuna delle quali era associato un numero di cinque cifre. Le parole non presenti nell'insieme, venivano scomposte nelle sillabe del kana (il sillabario giapponese) ad ognuna delle quali era associato, ancora, un numero a cinque cifre. Dalla comunicazione da crittografare si otteneva quindi un messaggio cifrato composto da un insieme di numeri di cinque cifre.
A questo punto veniva prodotto un ulteriore messaggio cifrato di uguale lunghezza, ricavato da un cifrario di numeri casuali (ma sempre di cinque cifre) organizzato in "pagine", "righe" e "colonne": una tripletta "pagina-riga-colonna" costituiva la chiave di cifratura.
Il messaggio crittografato finale da trasmettere veniva infine ottenuto semplicemente sottraendo il secondo messaggio cifrato dal primo: il risultato era ancora un insieme di numeri di cinque cifre, dal quale era possibile ricostruire il messaggio originario, in teoria, solo essendo in possesso del cifrario di numeri casuali e conoscendo la chiave di cifratura utilizzata.

#### Un esempio
Supponendo di voler trasmettere il messaggio:
Domani Ricognizione Sottomarina Urgente in Australia
sfogliando il vocabolario si ottengono le seguenti corrispondenze parola-numero:
Australia = 45261
Domani = 38659
Ricognizione = 29640
Sottomarino = 97850
Urgente = 24713
il messaggio cifrato quindi risulterà:
38659 29640 97850 24713 45261
Ora, se, in base alla chiave di cifratura scelta, il cifrario fornisse i seguenti numeri:
22508
10989
42632
19847
24983
...
il messaggio crittografato da trasmettere risulterebbe essere
38659 29640 97850 24713 45261 Messaggio cifrato da crittografare
22508 10989 42632 19847 24983 Messaggio crittografante
-----------------------------
16151 19761 55228 15976 21388 Messaggio crittografato

## JN-40
JN-40 sostituì il JN-25 come principale codice super-cifrato. Nel settembre 1942, un errore da parte dei giapponesi diede qualche indizio ai crittoanalisti inglesi di stanza a Mombasa, in Kenya, che, a partire dal successivo novembre, furono in grado di decifrare tutte le comunicazioni crittografate con questo codice, consentendo ai sottomarini alleati di tracciare e attaccare molte navi nemiche.

## JN-11
Il sistema ausiliario della flotta, derivato dal codice di navigazione mercantile JN-40.

## JN-152
Codice basato sulla semplice trasposizione e sostituzione, usato per lanciare allarmi di navigazione.

## JN-167
Codice usato nella navigazione mercantile.